# Immer Ärger mit 40
Immer Ärger mit 40 (Originaltitel: This Is 40)  ist ein Film des Regisseurs und Drehbuchautors Judd Apatow aus dem Jahr 2012. Es handelt sich um eine Fortsetzung von Beim ersten Mal. In den Hauptrollen spielen Paul Rudd und Leslie Mann. Jason Segel sowie Megan Fox sind in Nebenrollen zu sehen.

## Handlung
Der Musiklabelbetreiber Pete ist mit der Boutiquebesitzerin Debbie verheiratet, mit der er zwei Kinder hat. Die Eheleute haben mit verschiedenen Schwierigkeiten zu kämpfen. Debbie wird 40 und sieht ihrem Geburtstag nur bedingt mit Freude entgegen. Petes Musiklabel ist finanziell nicht besonders gut aufgestellt und das kürzlich veröffentlichte Album des Musikers Graham Parker erweist sich als Flop. Ihre Töchter Sadie und Charlotte streiten sich ständig und bringen zusätzlichen Trubel ins Familienleben.
Das Paar will Debbies Geburtstag in einem romantischen Hotel feiern, wo sie jedoch nach dem Genuss von Hasch-Keksen beim Personal unangenehm auffallen.
Nachdem Debbie Rat bei ihren Freunden Jason und Barb sucht, entscheidet sie sich, das Familienleben wieder in Ordnung zu bringen. Sie treibt mehr Sport und kocht für ihre Familie gesünder, was bei Mann und Kindern auf ebenso wenig Gegenliebe stößt wie neue Vorgaben zum Fernseh- und Internetkonsum. Sie sucht Kontakt zu ihrem Vater, von dem sie seit Jahren entfremdet ist. Pete soll außerdem seine Geldgeschenke an seinen chronisch klammen Vater Larry einstellen, bis er seine Finanzprobleme wieder im Griff hat.
Kurz darauf entdeckt Debbie, dass sie schwanger ist. Sie will zunächst alleine über das weitere Vorgehen nachdenken, ist jedoch immer mehr gestresst und beleidigt schließlich ein Schulkind, das ihre Tochter Sadie geneckt hat. Dessen Mutter Catherine gerät daraufhin mit Pete aneinander, was schließlich zu einem Treffen mit der Schulleitung führt, wo Pete und Debbie sich dumm stellen und jegliche Verantwortung von sich weisen, woraufhin Catherine komplett die Fassung verliert.
Debbie befürchtet, dass ihre Mitarbeiterin Desi Geld aus der Kasse der Boutique stiehlt und stellt sie schließlich nach einem gemeinsamen Clubbesuch zur Rede. Desi verrät ihr daraufhin, dass sie nebenbei als Escortgirl arbeitet. Debbie erfährt dann, dass die ihr bislang vertrauenswürdig erscheinende Jodi das Geld gestohlen hat. Debbie entlässt sie daraufhin.
An Petes 40. Geburtstag gerät er schließlich mit seinem Vater in einen Streit über Geld, und als er Debbie über die Schwangerschaft reden hört, nimmt er kurzerhand sein Rennrad und verlässt die Feier. Nachdem er gegen eine geöffnete Autotür gefahren ist, gerät er in eine Prügelei mit dem Autofahrer. Debbie und Larry finden ihn und bringen ihn in ein Krankenhaus, wo Larry sich bei Debbie für alles entschuldigt. Sie vergibt ihm und versöhnt sich dann auch wieder mit Pete, der ihr mitteilt, dass er sich auf ein drittes Kind freut und sie sich völlig ohne Grund Sorgen macht.
Beide besuchen ein Konzert von Ryan Adams, wo Debbie Pete vorschlägt, diesem nach der Show einen Vertrag für Petes Label anzubieten.

## Hintergrund
Seine Uraufführung hatte der Film am 12. Dezember 2012 in Los Angeles. Der Filmstart in Deutschland war am 14. März 2013.
Zwei Trailer zu Judd Apatows Filmkomödie Immer Ärger mit 40 wurden am 11. Dezember 2012 veröffentlicht.
Das Budget für diesen Film betrug 35 Millionen US-Dollar. Das weltweite Einspielergebnis summierte sich auf 88 Millionen US-Dollar.

## Rezeption
Der Film konnte nur etwa die Hälfte der Kritiker in den englischsprachigen Medien überzeugen. Gelobt wurden neben der Besetzung vereinzelt als originell wahrgenommene Drehbuchideen, kritisiert wurden unter anderem die gefühlte Überlänge des Films und die Ziellosigkeit einiger Handlungsteile.

„‚Immer Ärger mit 40‘ ist lang und unrund, bisweilen sogar nervig und trotzdem vor allem eins: gut! Judd Apatow erzählt mal urkomisch, mal dramatisch von der Midlife-Crisis und allerhand anderen Problemen, dabei behält er trotz aller Eigenwilligkeit und Überzeichnung den wahren Kern der Dinge immer im Blick.“

„Immer Ärger mit 40 ist eine überraschend gute Komödie, die zwar das Rad nicht unbedingt neu erfindet, aber sich dennoch geschickt vor abgedroschenen Plattitüden drückt und voll origineller Ideen und liebevoller Details steckt.“

„Manchmal entsteht der Eindruck, Apatow wäre beim Format einer Serie – wie er es mit der großartigen ersten und einzigen Staffel von Voll daneben, voll im Leben (Freaks and Geeks, 1999–2000) bewies – besser aufgehoben als mit den mäandernden Nummernrevuen seiner Spielfilme. Doch damit tut man den Filmen unrecht. Zum einen, weil sie vor allem ausgezeichnete Versuchsanordnungen für das Talent seiner Schauspieler bieten. Zum anderen ermöglicht die zerstreute […] Handlung aber auch, von herkömmlichen Mustern abzuweichen. Anders etwa als in den vielen Filmen, bei denen Apatow lediglich als Produzent fungiert, sind die Figuren hier mehr als Karikaturen, werden mit ihren Problemen auch ernst genommen und müssen sich keiner ständigen Pointenraserei unterordnen.“

## Auszeichnungen
- Hollywood Film Award: Comedy of the Year 2012

## Synchronisation
| Darsteller            | Synchronstimme           | Rolle                                       |
| --------------------- | ------------------------ | ------------------------------------------- |
| Jason Segel           | Hubertus von Lerchenfeld | Jason                                       |
| Megan Fox             | Luise Helm               | Desi                                        |
| Paul Rudd             | Norman Matt              | Pete                                        |
| Leslie Mann           | Bianca Krahl             | Debbie                                      |
| Chris O’Dowd          | Dennis Schmidt-Foß       | Ronnie                                      |
| Melissa McCarthy      | Anke Reitzenstein        | Catherine                                   |
| Annie Mumolo          | Peggy Sander             | Barb                                        |
| Robert Smigel         | Helmut Gauß              | Barry                                       |
| Billie Joe Armstrong  | Julien Haggége           | Billie Joe Armstrong                        |
| Michael Ian Black     | Tobias Nath              | Buchhalter                                  |
| Lena Dunham           | Julia Kaufmann           | Cat                                         |
| Iris Apatow           | Emily Seubert            | Charlotte                                   |
| Phil Burke            | Rainer Fritzsche         | Eishockeyspieler                            |
| Sam Dissanayake       | Stefan Gossler           | Fernöstlicher Doktor                        |
| Molly Shad            | Luise Lunow              | Grandma Molly                               |
| Albert Brooks         | Frank-Otto Schenk        | Larry                                       |
| Phil Hendrie          | Lutz Schnell             | Mann im Range Rover                         |
| John Lithgow          | Bodo Wolf                | Oliver                                      |
| Maude Apatow          | Kristina Tietz           | Sadie                                       |
| Scott Wesley Hartnell | Olaf Reichmann           | Scott Wesley Hartnell                       |
| Joanne Baron          | Liane Rudolph            | Vice Principal Laviati                      |
| Wyatt Russell         | Tim Knauer               | Wyatt Russell                               |
| Tim Bagley            | Joachim Kaps             | Dr. Pellegrino                              |
| Terry O’Quinn         | Ernst Meincke            | John Locke (Szene aus 'Lost' auf dem PC)    |
| Matthew Fox           | Peter Flechtner          | Jack Shephard (Szene aus 'Lost' auf dem PC) |
| Mr. Lawrence          | Jörg Hengstler           | Larry (Szene aus 'Spongebob')               |
| Bill Fagerbakke       | Marco Kröger             | Patrick (Szene aus 'Spongebob')             |
| Tom Kenny             | Santiago Ziesmer         | Spongebob (Szene aus 'Spongebob')           |